# Alundra
Alundra (japanisch アランドラ, Arandora) ist ein Action-Adventure, das von Matrix Software für die PlayStation entwickelt wurde. Das Spiel erschien ursprünglich 1997, in Europa wurde es ein Jahr später unter dem Titel The Adventures of Alundra veröffentlicht.
Der titelgebende Protagonist erleidet Schiffbruch und es verschlägt ihn nach Inoa, das einzige Dorf einer kleinen Insel. Der junge Mann lernt, dass er die Fähigkeit besitzt, die Träume anderer Menschen zu betreten. Als Traumwanderer versucht er, den durch wiederkehrende Alpträume geplagten Dorfbewohnern zu helfen. Im Verlauf der Handlung verdüstert sich die Geschichte zunehmend und beschäftigt sich mit Themen wie Tod, Depression, Glaube und Religion.

## Spielprinzip
Alundra ist ein Action-Adventure mit Kämpfen in Echtzeit, präzisen Sprungpassagen und einem hohen Anteil fordernder Rätsel. Das Spielgeschehen wird aus der Vogelperspektive dargestellt, die Figur wird dabei mit dem analogen Steuerkreuz aus der Third-Person-Perspektive bewegt. Eine feste Tastenbelegung gibt die Interaktionsmöglichkeiten vor, der Held kann unter anderem angreifen, Angriffe aufladen, springen, rennen, Gegenstände aufheben und werfen sowie sich mit Nicht-Spieler-Charakteren unterhalten. Unterschiedliches Terrain beeinflusst die Spielfigur; Sand verlangsamt zum Beispiel das Vorankommen, Lava fügt Alundra Schaden zu. Im Verlauf der Geschichte erlangt der Held verschiedene Waffen und Fertigkeiten, die ihm Zugang zu neuen Bereichen der Insel ermöglichen. Neben der Erkundung der Insel und zahlreichen Dungeons spielt Alundras Fähigkeit, die Träume der Dorfbewohner betreten zu können, eine zentrale Rolle. Die wiederkehrenden Alpträume wirken sich auch auf die Wirklichkeit aus, bis hin zum Tod einiger Dorfbewohner.

### Gegenstände
Es gibt mehrere Gegenstände, mit denen Lebensenergie und Zauberkraft wieder aufgefüllt werden können. Heilpflanzen füllen etwa ein Viertel von Alundras Lebensenergie wieder auf, man kann höchsten neun Stück mit sich tragen. Der Stärkungstrank stellt die Hälfte der Lebensenergie wieder her, das Stärkungselixier heilt die Figur vollständig. Allerdings kann man nur jeweils einen Trank im Inventar aufnehmen. Nach dem Töten von Monstern oder dem Vernichten von Vegetation kann der Spieler Kleine Lebenstropfen, Lebenstropfen und Große Lebenstropfen erhalten. Die Lebenstropfen können nicht im Inventar mitgeführt werden, diese regenerieren die Lebensenergie unmittelbar um zwei Punkte, ein Viertel respektive die Hälfte. Mit dem Zaubertrank stellt man Alundras Magiepunkte vollständig wieder her. Zaubertropfen verhalten sich wie Lebenstropfen, regenerieren aber die Zauberkraft der Spielfigur. Das Wunderextrakt füllt nach dem Ableben des Protagonisten Lebensenergie und Magiepunkte vollständig auf.
Um Lebensenergie und Magiepunkte dauerhaft zu erhöhen, muss man Lebensdiamanten beziehungsweise Zauberschilde finden. Diese erhöhen die jeweilige Ausdauerleiste um einen Punkt und sind in Schatztruhen überall in der Spielwelt verteilt.
Insgesamt kann Alundra 50 Goldene Falken in der Spielwelt finden. Bei Merrick kann der Spieler diese kleinen Statuen gegen besonders wertvolle Gegenstände eintauschen, darunter Lebensdiamanten und Armbänder.

### Fallen und Rätsel
Im Spiel gibt es zwei Arten von Fallen. Die eine Art verursacht Schaden, darunter befinden sich Eisenkugeln und mit Stacheln gespickte Kugeln. Der andere Typ verhindert das Vorankommen in Dungeons. So kann es zum Beispiel passieren, dass Alundra in einem Raum eingeschlossen wird. Mal muss der Spieler hier sämtliche Gegner besiegen, an anderer Stelle gilt es Schalter- und Schieberätsel zu lösen. In der Regel finden sich in der Spielwelt und in Dialogen Anhaltspunkte, die dem Spieler bei der Lösung der Aufgaben helfen, etwa in welcher Reihenfolge Schalter zu betätigen sind.

### Kämpfen und Regenerierung
Außerhalb und gelegentlich auch innerhalb des Dorfes Inoa bekämpft man verschiedene Monster. Wird dabei Alundra oder seinen Gegnern Schaden zugefügt, beginnt die jeweilige Figur für kurze Zeit zu blinken und kann in dieser Phase nicht verletzt werden. Wenn der Spieler magische Fähigkeiten einsetzt, so wird Alundras Zauberkraft verbraucht. Lebensenergie und Zauberkraft können durch verschiedene Gegenstände wieder aufgefüllt werden. Außerdem gibt es noch Regenerierungsorte, die sich in der Nähe von Speicherorten einiger Dungeons befinden.  An diesen Speicherorten kann sowohl die Lebensenergie als auch die Zauberkraft wieder aufgefüllt werden, wenn man die Spielfigur auf eines der beiden Dreiecke im Boden stellt. Sowohl Lebensenergie als auch Zauberkraft können durch Gegenstände dauerhaft erhöht werden.

### Spielstand
Der Spielfortschritt muss manuell an fixen Speicherpunkten in Tagebüchern gesichert werden. Der zentrale Speicherpunkt befindet sich im zweiten Stockwerk im Haus von Jess, die übrigen Tagebücher finden sich in einigen der Dungeons. Sofern die Memory Card über genügend freien Speicherplatz verfügt, stehen dem Spieler vier mögliche Tagebücher beziehungsweise Spielstände zur Verfügung.

### Waffen und Rüstungen
Als erste Waffe im Spiel ist der Dolch leicht und effektiv, kann aber nicht aufgeladen werden. Das Legendäre Schwert ist deutlich stärker als der Dolch und dessen Angriff ist aufladbar. Mit dem Morgenstern kann Alundra nicht nur im Weg liegende Steine zerstören, der aufgeladene Angriff löst außerdem eine Wirbelattacke mit Flächenschaden aus. Der Eiserne Morgenstern zerstört zusätzliche Wände und Steinblöcke. Für Distanzangriffe steht dem Helden zunächst ein Jagdbogen zur Verfügung, später erhält er einen stärkeren Bogen. Dieser kann mit einem aufgeladenen Schuss mehrere Feinde hintereinander durchdringen. Die Zauberstäbe sind nicht so kraftvoll wie Schwert oder Morgenstern, können allerdings aufgeladen werden. Der Spieler verwendet den Feuerstab auch, um Dornbüsche niederzubrennen und Eiswände zu schmelzen. Mit dem Eisstab können Gegner zeitweise eingefroren werden.
Alundra beginnt das Abenteuer in einer einfachen Stoffrüstung, die nur geringen Schutz bietet. Im Laufe der Geschichte erhält er immer stärkere Kleidung, etwa eine Lederrüstung. Wegen der Normalen Stiefel kann die Figur anfangs nur laufen, mit den Langen Stiefel erhält man die Fähigkeit zu rennen, wodurch sich weitere Teile der Spielwelt öffnen. Zudem gibt es verschiedene Armbänder und Ringe mit positiven Statuseffekten. Das Silberarmband stärkt zum Beispiel die Abwehr der Figur, der Heilring regeneriert die Lebensenergie, sofern sich Alundra nicht bewegt.

### Zauberkraft
Nachdem der Held eine Zauberschriftrolle erhalten hat, kann er die entsprechende Magie einsetzen. Im Laufe des Spiels bekommt Alundra Schriftrollen für die vier Elemente Erde, Feuer, Wasser und Wind. Die einzelnen Schriftrollen können jeweils zu einem Zauberbuch aufgewertet werden, wodurch die Zauberkraft zusätzlich verstärkt wird. Die Anwendung von Magie kostet den Spieler jeweils einen Zauberpunkt.

## Spielwelt
Vor langer Zeit verehrten die Bewohner Inoas die Götter, indem sei deren Abbilder und Statuen anbeteten. Darunter war Melzas, der seine Macht missbrauchte und den König manipulierte. Als der Schneekönig dessen gewahr wurde befahl er, dass alle Götzenbilder vernichtet werden müssen, und läutete damit das dunkelste Zeitalter im Reich der Sterblichen ein. Zuwiderhandlung ließ der König durch lebendige Verbrennung hart bestrafen. Im Auftrag des Königs versenkten sieben Wächter Melzas Schloss in einem See. Jedem der Wächter wurde ein Siegel anvertraut, die gemeinsam den falschen Gott in seinem Schloss gefangen halten.
In dieser Zeit fanden die Menschen selbst nachts keine Ruhe, da sie von schrecklichen Alpträumen geplagt wurden. Der geheimnisvolle Stamm der Elna besaß zwar die Macht des Traumwandelns, versteckte sich allerdings aus Angst, missverstanden zu werden. Die Dorfbewohner wünschten sich die Abbilder ihrer Götter zurück, deren Rat die Einwohner Inoas jetzt mehr denn je suchten. Unerklärliche Ereignisse rund um ihr Dorf sorgten für zusätzliche Beunruhigung. Der Priester des Dorfes beeilte sich zu erklären, die Götter rächten sich für die vernachlässigte Anbetung.

## Handlung
Im Traum wird Alundra von Lars dazu aufgefordert, sich auf eine kleine Insel in das Dorf Inoa zu begeben. Immer wieder erscheint der Mann in seinen Träumen und berichtet von dem Bösen, dass die Welt vor vielen Jahren regierte. Alundra müsse die Bewohner vor dem gefährlichen Melzas bewahren. Auf der Reise erleidet der Protagonist allerdings Schiffbruch und wird als einer der wenigen Überlebenden bewusstlos an den Strand der Insel gespült. Dort findet und rettet ihn Jess, der Dorfschmied, und nimmt ihn bei sich auf. Im Dorf findet Alundra heraus, dass er die Fähigkeit des Traumwandelns besitzt. Diese versucht er zu nutzen, um den von Alpträumen geplagten Dorfbewohnern zu helfen, indem er ihre Träume betritt. Der Traumwandler kann nicht alle Menschen des Dorfes retten, manche sterben im Traum und damit auch im echten Leben. Einige Bewohner beschuldigen schließlich den Helden, schuld am Tod der anderen zu sein.
Nach einiger Zeit taucht Meia auf, wie Alundra ist sie ebenfalls eine Angehörige der Elna, und hilft ihm, die Alpträume der Anwohner zu bekämpfen. Der Protagonist betritt später auch einen ihrer Träume und erfährt so mehr über die unnahbare Meia. Im Laufe der Geschichte wird offenbart, dass Melzas sich als Gott ausgibt und für die Alpträume der Menschen verantwortlich ist. Sein Ziel ist es, durch die Gebete der Dorfbewohner wieder an Kraft und Macht zu gewinnen. Ronan, der Priester des Dorfes, hilft Melzas dabei, die Menschen zu verführen und hält diese zum Gebet an. Letztendlich stellt und besiegt Alundra Melzas in dessen Palast im See nördlich von Inoa. Meia und der Held verabschieden sich von den Dorfbewohnern, bevor auch die beiden getrennte Wege gehen.

## Spielfiguren
- Alundra, die Spielfigur und stiller Protagonist, ist ein Elf aus dem Clan der Elna. Dank seiner Fähigkeit als Traumwandler ist es ihm möglich, in die Träume anderer Menschen einzudringen und deren Ausgang zu beeinflussen. Der Held ist sich darüber unklar, ob seine Fähigkeit ein Fluch oder Segen darstellt. In einem seiner eigenen Träume wurde er von Lars aufgefordert, sich auf die Reise nach Inoa zu begeben.
- Giles ist die rechte Hand Ronans und wohnt bei seiner Schwester Kisha.
- Jess ist der liebenswerte Dorfschmied, der große Ähnlichkeiten zwischen seinem verstorbenen Sohn und Alundra sieht. Am Anfang der Geschichte findet er den gestrandeten Helden und nimmt ihn bei sich auf. Als Schmied stellt er im Laufe des Spiels einige Waffen und Gegenstände her.
- Lars ist einer der Wächter, die Melzas vor langer Zeit wegsperren konnten. Er ist auch der Mann, der Alundra in seinen Träumen dazu auffordert, nach Inoa zu reisen.
- Meia ist ebenfalls eine Angehörige des Stammes der Elna. Die eigensinnige und unnahbare Frau ist der Auffassung, dass Alundra seine Fähigkeit zu leichtsinnig verwendet, ohne an mögliche Konsequenzen zu denken.
- Melzas ist der Legende nach ein Außerirdischer, der die geistige Energie der Menschen stehlen will. Sieben Wächter konnten ihn jedoch in einem See nördlich des Dorfes einsperren und den See versiegeln.
- Merrick ist der Kapitän der Klark. Als einer der wenigen Überlebenden des Schiffunglücks lässt er sich kurzerhand auf der Insel nieder. Alundra kann bei ihm Gegenstände im Tausch gegen Goldene Falken erstehen.
- Naomi leitet das örtliche Geschäft.
- Nava lebt in einer kleinen Hütte an der südlichen Küste der Insel. Der alte Mann ist weise, stur und sehr auf seine Privatsphäre bedacht.
- Ronan ist der Priester des Dorfes. Seit der König die Zerstörung von Götterabbildungen verbot, befürchtet der Priester, dass die Götter bei den Dorfbewohnern in Vergessenheit geraten.
- Septimus beschäftigt sich seit seiner Ankunft in dem Dorf vor über drei Jahren mit der Erforschung von Träumen und Alpträumen.
- Sybill besitzt die Fähigkeit, nur zu Träumen, wenn sie wach ist. Ihre Träume scheinen die Zukunft mit unheimlicher Genauigkeit vorauszusehen.
- Yustel befragt gegen eine kleine Gebühr ihre Kristallkugel. Der Spieler erhält so kleine Hilfestellungen für den Spielfortschritt.
- Zazan lebt nordwestlich von Inoa und ist der Anführer der seltenen, weißen Affen. Er ist den Menschen feindlich gesinnt.
- Zorgia erledigt als rechte Hand von Melzas alles bereitwillig, was ihm befohlen wird. Er hofft als Belohnung auf die Weltherrschaft.

## Entwicklung und Veröffentlichung
Alundra für die PlayStation ist das erste Spiel, das Matrix Software entwickelt hat. Das Action-Adventure gilt als geistiger Nachfolger von Climax Entertainments Landstalker – Die Schätze von König Nolo für den Sega Mega Drive. Zahlreiche Entwickler von Alundra waren bereits als Programmierer und Designer an Landstalker beteiligt, Ästhetik und Spielmechanik der beiden Titel weisen ebenfalls Gemeinsamkeiten auf. Die Musik für Alundra wurde von Kohei Tanaka komponiert.
Sony brachte das Spiel am 11. April 1997 in Japan für die PlayStation heraus, bis zum Ende des Jahres wurden 143.112 Kopien des Titels verkauft. Am 8. Januar 1998 folgte die Veröffentlichung in Nordamerika durch Working Designs. Innerhalb eines Monats verkaufte sich Alundra über 100.000 Mal und brachte es insgesamt auf über 150.000 verkaufte Einheiten in Nordamerika. Über ein Jahr nach der Erstveröffentlichung vertrieb Psygnosis das Spiel unter dem Titel The Adventures of Alundra in Europa ab dem 5. Juni 1998.

## Nachfolger
Der Nachfolger Alundra 2: A New Legend Begins wurde von Contrail entwickelt und erschien erstmals 1999. Bis auf den Titel hat das Spiel nur sehr wenige Gemeinsamkeiten mit seinem Vorgänger und entwirft neue Figuren und Umgebungen. Der Nachfolger löst sich ebenfalls von der 2D-Grafik des Originals und setzt auf eine 3D-Polygonoptik. Alundra 2 erhielt insgesamt nur durchschnittliche Kritiken.

## Rezeption
Alundra wurde größtenteils positiv bewertet. Bei Metacritic kommt das Spiel aktuell auf eine Bewertung von 86 aus 100, basierend auf neun Kritiken. Im Erscheinungsjahr 1997 erreichte der Titel bei Metacritic den sechsten Platz der besten PlayStation-Spiele. Aufbauend auf elf Rezensionen erhielt Alundra bei GameRankings eine durchschnittliche Bewertung von 85 % und war damit auf der Plattform das beste Action-Adventure im Jahr 1997.
Alundra gilt als schwieriges Spiel und wird häufig mit Landstalker und The Legend of Zelda verglichen. Es zeichne sich durch ein forderndes und zum Teil exzellentes Rätseldesign aus, das durch den hohen Schwierigkeitsgrad aber auch frustrierend sein könne. Das Dorf und die Insel seien ein großer Abenteuerspielplatz, der mit zahlreichen Rätseln, Hüpfsequenzen und Spezialeffekten zum Erkunden einlade. Sowohl Geschichte, Musik als auch Grafik finden Lob, allerdings wirke das Spiel durch die 16-Bit-Optik etwas veraltet. Zudem führen Grafik und Perspektive zum Teil zu Problemen bei Sprüngen, weil es schwierig sein könne, Höhe und Distanz richtig abzuschätzen.